# Sterrhochaeta dilatans
Sterrhochaeta dilatans är en fjärilsart som beskrevs av Louis Beethoven Prout 1916. Sterrhochaeta dilatans ingår i släktet Sterrhochaeta och familjen mätare. Inga underarter finns listade i Catalogue of Life.